# Хоум дипо центар
Хоум дипо центар је фудбалски стадион у граду Карсону који се налази у лосанђелеском округу. На њему утакмице играју фудбалски тимови Лос Анђелес Галакси и Чивас САД. Градња стадиона је започета 26. фебруара 2002. године, а отворен је 1. јуна 2003. године.